# Sora (entreprise)
Pour les articles homonymes, voir Sora.
Sora Ltd. est un développeur de jeux vidéo japonais fondé le 30 septembre 2005 par Masahiro Sakurai, employé de HAL Laboratory.
Sora Ltd. a complété son premier jeu, Super Smash Bros. Brawl. Le développement du jeu a été soutenu par plusieurs autres studios, dont Game Arts et Monolith Soft.

## Jeux développés
- 2008 : Super Smash Bros. Brawl
- 2012 : Kid Icarus: Uprising
- 2014 : Super Smash Bros. for Nintendo 3DS / for Wii U
- 2018 : Super Smash Bros. Ultimate
- 2025 : Kirby Air Riders